# Spinopilar
Genre
Synonymes
- Olynthus Sørensen, 1932 nec Hübner, 1816
- Soerensenibunus Strand, 1942
- Soerensenolynthus Soares & Soares, 1947
- Segundolus Roewer, 1949
- Machairoscelis Kury, 2003

Spinopilar est un genre d'opilions laniatores de la famille des Cryptogeobiidae.

## Distribution
Les espèces de ce genre se rencontrent au Brésil du Minas Gerais au Santa Catarina, en Argentine dans la province de Misiones et au Paraguay dans le département de l'Alto Paraná.

## Liste des espèces
Selon World Catalogue of Opiliones (14/08/2021) :
- Spinopilar anomalis (Sørensen, 1932)
- Spinopilar apiacaensis Kury, 1992
- Spinopilar armatipes (Soares, 1972)
- Spinopilar armatus Mello-Leitão, 1940
- Spinopilar friburguensis (Soares, 1946)
- Spinopilar insignitus (Roewer, 1949)
- Spinopilar jocheni Kury & Araujo, 2021
- Spinopilar magistralis Kury & Araujo, 2021
- Spinopilar martialis Kury & Araujo, 2021
- Spinopilar moria Kury & Pérez-González, 2008

## Publication originale
- Mello-Leitão, 1940 : « Mais alguns novos opiliões Sul-Americanos. » Annaes da Academia Brasileira de Sciencias, vol. 12, no 2, p. 93–107.